# CSS General M. Jeff Thompson
El CSS General M. Jeff Thompson fue un buque de guerra que sirvió en la Flota de Defensa Fluvial de los Estados Confederados de América durante la Guerra de Secesión. Comprado en enero de 1862, el buque fue operado por el Ejército de los Estados Confederados y recibió su nombre de M. Jeff Thompson, un oficial de la Guardia Estatal de Misuri. Estaba equipada con un espolón y blindada con un revestido de algodón. El General M. Jeff Thompson participó en la Batalla de Plum Point Bend en mayo de 1862, antes de ser hundido el 6 de junio en la Primera batalla de Memphis. Su naufragio permaneció en el fondo del río Misisipi hasta que fue retirado por un bote grúa en julio de 1867; había causado un naufragio unos seis meses antes cuando otro barco lo golpeó.

## Historial de servicio
En 1862, los Estados Confederados de América compraron 14 buques civiles para convertirlos en buques de guerra para servir en la Flota de Defensa Fluvial. Los buques de guerra fueron operados por el Ejército de los Estados Confederados. El barco recibió su nombre de M. Jeff Thompson, un oficial superior de la Guardia Estatal de Misuri. Uno de los comprados en enero de 1862 por el capitán J. E. Montgomery se convirtió en el CSS General M. Jeff Thompson. Se desconoce el nombre civil del barco, y en el servicio confederado también era conocido como Jeff Thompson. Un vapor de ruedas laterales, fue comandado por el Capitán John H. Burke. Se desconocen las dimensiones de la embarcación.
La Confederación decidió convertir el barco en un espolón. El proceso de conversión de la embarcación civil en un ariete comenzó el 25 de enero y tuvo lugar en Nueva Orleans, Luisiana. Su arco fue engrosado con 4 pulgadas (10,2 cm) de madera de roble y 1 pulgada (2,5 cm) de hierro. También se convirtió en un revestido de algodón agregando mamparos que estaban llenos de algodón. El General M. Jeff Thompson se completó el 11 de abril y luego se envió desde Nueva Orleans río arriba por el río Misisipi. El propio Thompson describió al General M. Jeff Thompson como «el barco más grande y mejor, pero más lento de la flota».
El General M. Jeff Thompson fue enviado a Fort Pillow, donde participó en la defensa naval de Memphis, Tennessee, que fue de aproximadamente 50 millas (80,5 km) al sur. Los barcos confederados se enfrentaban a la Flotilla Mississippi de la Armada de la Unión. Los barcos de la Unión se acercaron a Fort Pillow y comenzaron a bombardearlo. En respuesta, Montgomery decidió atacar el 10 de mayo, utilizando sus barcos de ariete y el elemento sorpresa para capturar algunos de los barcos de la Unión. La mañana del ataque planeado, los confederados atacaron, provocando la Batalla de Plum Point Bend. El General M. Jeff Thompson participó en la batalla, pero solo hasta el punto de disparar sus cañones. La batalla fue una victoria táctica para los confederados, pero no trajo ninguna ventaja estratégica a largo plazo. Los confederados abandonaron Fort Pillow el 4 de junio y regresaron a Memphis. Los barcos confederados sirvieron como retaguardia hasta que el fuerte fue evacuado.
Montgomery y la Flota de Defensa del Río llegaron a Memphis el 5 de junio, con bajos suministros de combustible. En ese momento, los confederados habían decidido abandonar Memphis, y las únicas otras fuerzas confederadas en la ciudad eran una retaguardia terrestre comandada por Thompson. La noche del 5 al 6 de junio, Montgomery celebró un consejo de guerra con los capitanes de sus barcos. Presentado con opciones de hundir intencionalmente sus barcos, hundir intencionalmente una parte de la flota y escapar con el resto, o luchar contra la flota de la Unión, el consejo votó a favor de luchar. Sin el conocimiento de los confederados, los barcos de la Unión habían sido reforzados por un grupo de barcos espolones. Durante la subsiguiente Batalla de Memphis el 6 de junio, todos menos uno de los barcos confederados presentes se perdieron. El General M. Jeff Thompson fue alcanzado por los cañones de la Unión durante la batalla y comenzó a arder. Su tripulación encalló intencionalmente el barco y luego lo abandonó; el buque explotó cuando el fuego alcanzó su pañol de pólvora. Los restos se esparcieron por el área y el barco se quemó hasta la línea de flotación. El algodón de su naufragio se rescató más tarde. Su naufragio permaneció en el fondo del río cerca de President's Island, y causó otro naufragio en enero de 1867 cuando el barco de vapor llamado Platte Valley golpeó los restos del General M. Jeff Thompson resultando en pérdida de vidas. Considerado un peligro para el tráfico fluvial, los restos del naufragio fueron retirados por un bote grúa en julio de 1867.